# Erebia emblasida
Erebia emblasida är en fjärilsart som beskrevs av Ménétriés. Erebia emblasida ingår i släktet Erebia och familjen praktfjärilar. Inga underarter finns listade i Catalogue of Life.